# Führungsfernmeldebrigade 900
Die Führungsfernmeldebrigade 900 war ein Großverband des Territorialheeres der Bundeswehr.

## Geschichte

### Vorgeschichte
1959 wurde in Rheinbach die Dienststellung Kommandeur-Führungsfernmeldetruppen (KdrFüFmTr) und Inspizient der Territorialen Fernmeldeeinrichtungen eingerichtet. Zum 30. September 1967 wurde der Stab des Höheren Fernmeldeführers der Territorialen Verteidigung (HöhFmFhr TV) aufgelöst. In Nachfolge wurde am 1. Oktober 1967 der Stab für die Führungsfernmeldebrigade 700 aufgestellt.

### Aufstellung
Die Führungsfernmeldebrigade 700 wurde am 1. Oktober 1970 zur Einnahme der Heeresstruktur III zur Führungsfernmeldebrigade 900 umgegliedert.

### Auflösung
Die Führungsfernmeldebrigade 900 wurde bis 1982 zur Einnahme der Heeresstruktur IV zum  Fernmeldekommando 900 mit Sitz des Stabes in Rheinbach, Stadtpark 14, umgegliedert.

## Auftrag
Die Fernmeldetruppe gehört zu den Führungstruppen, die die Aufgabe haben, den Truppenführer bei der Führung der Heeresverbände zu unterstützen. Das Fernmeldebataillon 930 der Brigade war im Ernstfall für die Fernmeldetechnik des Regierungsbunkers zuständig.

## Gliederung
Um 1972 gliederte sich die Führungsfernmeldebrigade 900 in folgende Truppenteile:
- Stab/Stabskompanie Führungsfernmeldebrigade 900, Meckenheim (später Rheinbach)
  - Stab/Stabskompanie Fernmelderegiment 90, Rheinbach
    - schweres Fernmeldebetriebsbataillon 910, Rheinbach
    - schweres Fernmeldebetriebsbataillon 920, Kastellaun
      - Fernmeldeausbildungskompanie 961, Kastellaun

    - schweres Fernmeldebetriebsbataillon 930, Gerolstein
      - Fernmeldeausbildungskompanie 911, Gerolstein
      - Fernmeldeausbildungskompanie 931, Gerolstein

    - Funkkompanie 902 Rheinbach

  - Stab/Stabskompanie Fernmelderegiment 95, Köln-Longerich (Lüttich-Kaserne)
    - schweres Fernmeldeverbindungsbataillon 960, Mayen
    - schweres Fernmeldeverbindungsbataillon 970, Mannheim
      - Fernmeldeausbildungskompanie 971, Mannheim

    - Fernmeldeinstandsetzungskompanie 900, Mainz (spätere Bezeichnung: Fernmeldeversorgungskompanie 900)
    - Ausbildungszentrum 70, Köln-Longerich

## Kommandeure
- Hermann Böhner (1976–1982)